# Вандаловський Віктор Олексійович
Віктор Олексійович Вандало́вський (нар. 26 серпня 1933, Амур-Нижньодніпровськ) — український художник і педагог; член Спілки радянських художників України з 1972 року. Син художника Олексія Вандаловського і мистецтвознавця Наталії Глухенької, батько художника Сергія Вандаловського.

## Біографія
Народився 26 серпня 1933 року в місті Амур-Нижньодніпровську (нині у складі Дніпра, Україна). 1963 року закінчив Київський художній інститут, де навчався у Василя Касіяна, Олександра Пащенка, Івана Селіванова.
З 1962 року працював у Київському художньому інституті: з 1988 року — доцент кафедри графіки. Мешкає у Києві в будинку на вулиці Північній, № 32.

## Творчість
Працював у галузі станкової графіки і станкового живопису. Серед робіт:
серії
- «Артем» (1963);
- «Червоне козацтво» (1967—1972);
- «Люди з легенди» (1977);
- «Пасажири метро» (1981—1997);
- «Захисники неба» (1983);
- «Шевченківські місця» (1985—1990):
  - «Шевченківська липа взимку»;
  - «Тарас Шевченко в Седневі»;
  - «Екскурсія біля Шевченкової липи»;
  - «Кам'яниця»;
  - «Дерев'яна козацька церква»;
  - «Будинок у садибі братів Лизогубів»;
  - «Седнівський собор»;
  - «Шевченківська липа восени»;
  - «Осінній день»;
  - «Алея у Лизогубівському парку»;

акварелі
- «Вечірнє море» (1990);
- «Свіжий вітер» (1990);
- «Калина» (2004).

Створив цикли Кавказьких та Кримських пейзажів.
Брав участь у республіканських, всесоюзних та зарубіжних мистецьких виставках з 1964 року. персональна виставка відбулася у Києві у 2003 році. Роботи зберігаються у Національному музеї Тараса Шевченка у Києві.
Автор:
- книги «Методичні рекомендації по викладанню гравюри» (Київ, 1985);
- статті «Значення вибору графічної техніки» // «Образотворче мистецтво», 1987, № 3.